# Stadio comunale di Arouca
Lo stadio comunale di Arouca (por. Estádio Municipal de Arouca) è un impianto sportivo situato ad Arouca, nel nord del Portogallo. Lo stadio viene usato principalmente per le gare casalinghe dell'Arouca. L'impianto ha una capienza di 5.000 posti.
Costruito nel 2006, quando l'Arouca militava ancora nei campionati regionali, è stato ristrutturato ed ampliato nel 2013 in seguito alla promozione dell'Arouca nella Primeira Liga. Il 4 agosto 2016, l'impianto ha ospitato la sua prima gara di Europa League contro gli olandesi dell'Heracles Almelo, terminata 0-0.